# فرودگاه پرث، اسکاتلند
فرودگاه پرث، اسکاتلند (به انگلیسی: Perth Airport (Scotland)) (به زبان بومی: Perth (Scone) Airport) یک فرودگاه همگانی با کد یاتا PSL است که یک باند فرود آسفالت دارد و طول باند آن ۸۵۳ متر است. این فرودگاه در کشور اسکاتلند قرار دارد و در ارتفاع ۱۲۱ متری از سطح دریا واقع شده است.